# 韩清华
韩清华（1965年7月—），女，汉族，山西太原人，中华人民共和国政治人物。现任山西医科大学第一医院副院长，民盟山西省委副主委。第十三、十四届全国政协委员。